# Tipula athabasca
Tipula athabasca är en tvåvingeart som beskrevs av Alexander 1927. Tipula athabasca ingår i släktet Tipula och familjen storharkrankar. Inga underarter finns listade i Catalogue of Life.